# معهد بياليك
معهد بياليك ((بالعبرية: מוסד ביאליק‏) وينطق: موساد بياليك) هي مؤسسة بحثية ودار نشر، تختص في الغالب مع تاريخ وثقافة اللغة العبرية. 

## تاريخ
تأسست في عام 1935 من قبل المنظمة الصهيونية العالمية والوكالة اليهودية، وسميت على اسم الشاعر العبري حاييم ناحمان بياليك . وينشر المعهد معظم منشوراته باللغتين العبرية والإنجليزية .

## منشورات
من بين أبرز منشورات معهد بياليك:
- Encyclopaedia Biblica - موسوعة الكتاب المقدس العبري في ثمانية مجلدات (1942-1982)، والمكتبة الموسوعة للتوراة - وهي سلسلة من الكتب عن اللغات السامية ونقد التوراة وتاريخ الشرق الأوسط.
- مجموعة كاملة من قصائد ديفيد أفيدان في أربعة مجلدات (2008-2011).
- مجموعة كاملة من قصائد أوري تسفي غرينبرغ (1991).

## روابط خارجية
- معهد بياليك - الموقع الرسمي